# Liechelkopf
De Liechelkopf is een 2384 meter hoge berg in de deelstaten Beieren (Duitsland) en Vorarlberg (Oostenrijk).

## Geografie
De Liechelkopf maakt deel uit van de Allgäuer Alpen. Ten noorden van de berg bevindt zich de Elferkopfes, waarmee de Liechelkopf middels een bergkam mee verbonden is. Ten zuidoosten van de Liechelkopf ligt de Angererkopf en ten zuiden de Geißhorn.

## Foto's

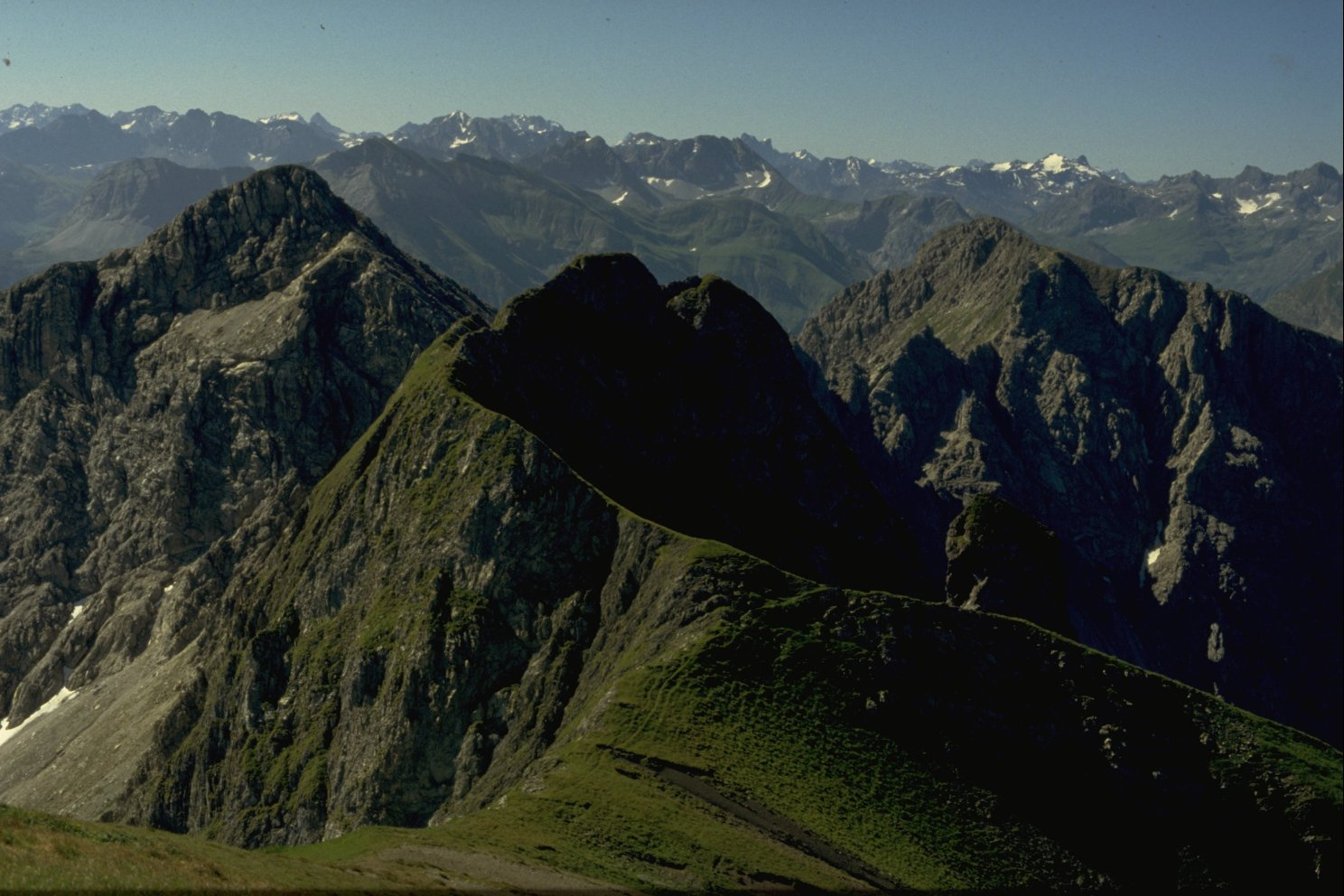
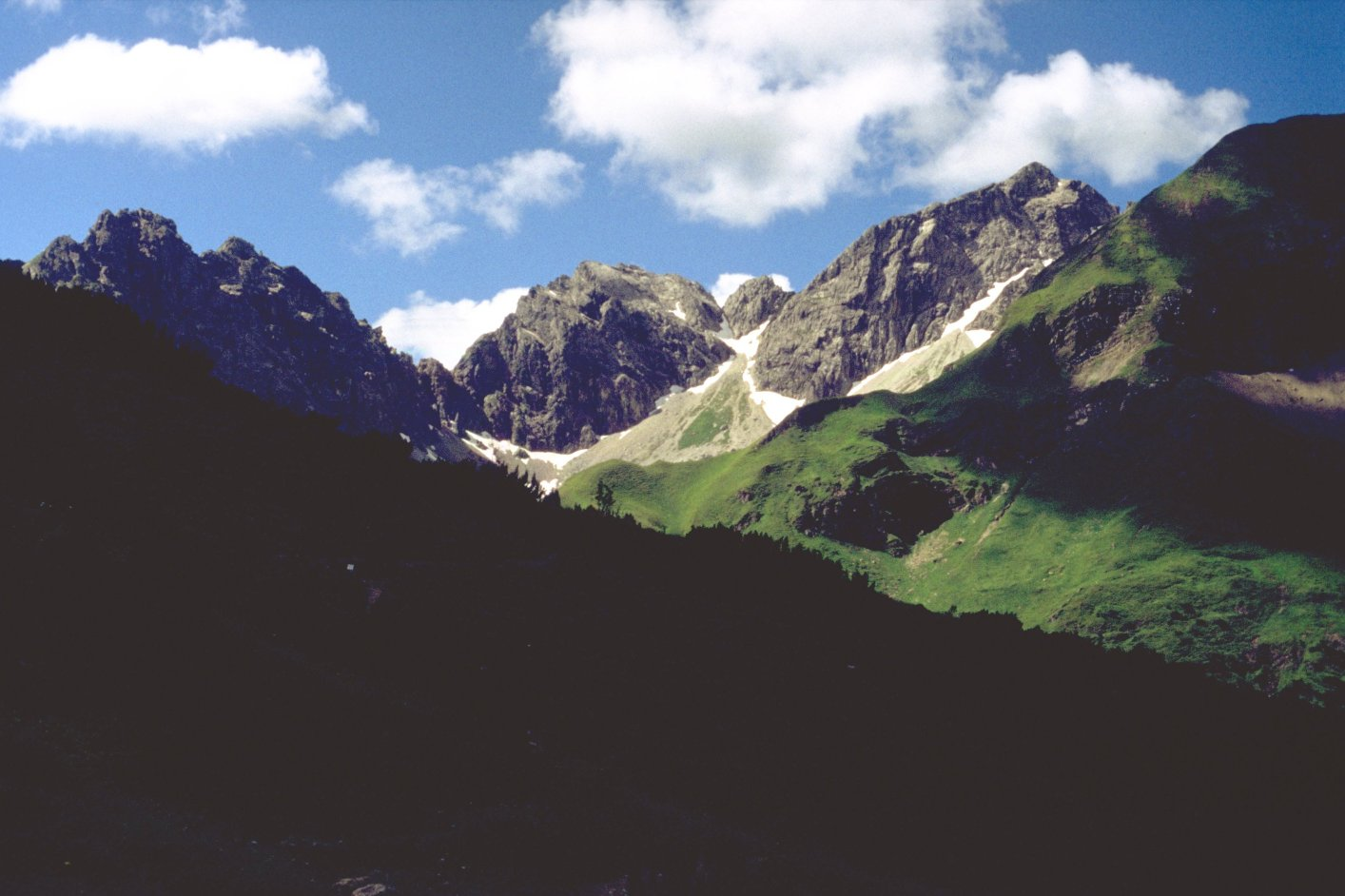
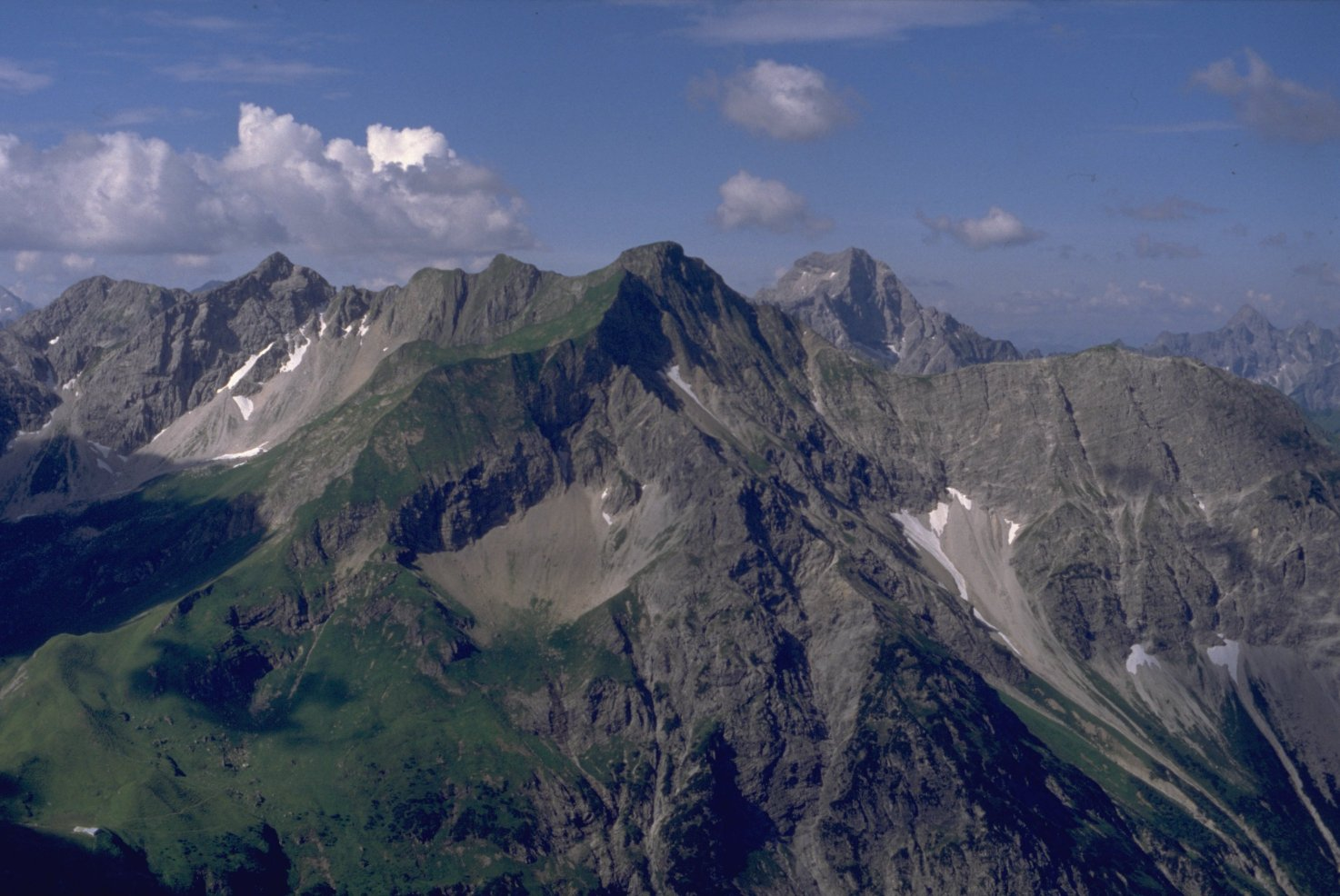